# 徒单恭
徒单恭（？—1154年），本名斜也，女真人，徒单氏，金朝大臣，完颜亮徒单皇后的父亲。

## 生平
金熙宗天眷二年（1139年），为奉国上将军。以告发耶律余睹、吴十结党谋叛事，超授龙虎卫上将军。改户部侍郎，出为济南尹，迁会宁（今黑龙江省哈尔滨市阿城区）牧。以铸佛像为名搜括民间黄金，佛像未铸，黄金被私吞入其家，被百姓称为“金总管”。以贪赃免官。天德元年（1149年），完颜亮篡位，以皇后之父复起为会宁牧，封王。天德二年（1150年），拜平章政事。更肆意妄为，夺其兄定哥家产，因此又被免官。后为司徒、太保、领三省事兼劝农使，封梁、晋国王，进位太师。贞元二年（1154年）随完颜亮会猎於顺州（今北京市顺义区北），病逝，谥号忠。

## 延伸阅读
[在维基数据编辑]
 《金史·卷120》，出自脱脱《遼史》